# 布里夫拉盖亚尔德
布里夫拉盖亚尔德（法語：Brive-la-Gaillarde，法語發音：[bʁiv la ɡajaʁd] ⓘ），简称布里夫，法国西南部城市，新阿基坦大区科雷兹省的一个市镇，也是该省的一个副省会，下辖布里夫拉盖亚尔德区，其市镇面积为48.59平方公里。2022年1月1日时的人口数量为46,769，是该省人口最多的城市，超过其所在的科雷兹省省会蒂勒近4倍，也是利穆赞地区内的第二大城市，仅次于利摩日。
布里夫拉盖亚尔德位于科雷兹省西部，法国中央高原西部边缘地带，科雷兹河畔，是法国的一个区域性的经济文化中心，也是重要的交通枢纽、多条高速公路、铁路在此交汇，并配有国际机场。

## 地名来源
“布里夫”（法語：Brive）一名来源于奥克语单词Briva，意为“桥”，故布里夫又被称为“桥城”，而“盖亚尔德”（法語：Gaillarde）则意为“骁勇善战的”，出自于中世纪时期当地所建的一处坚固的城堡。

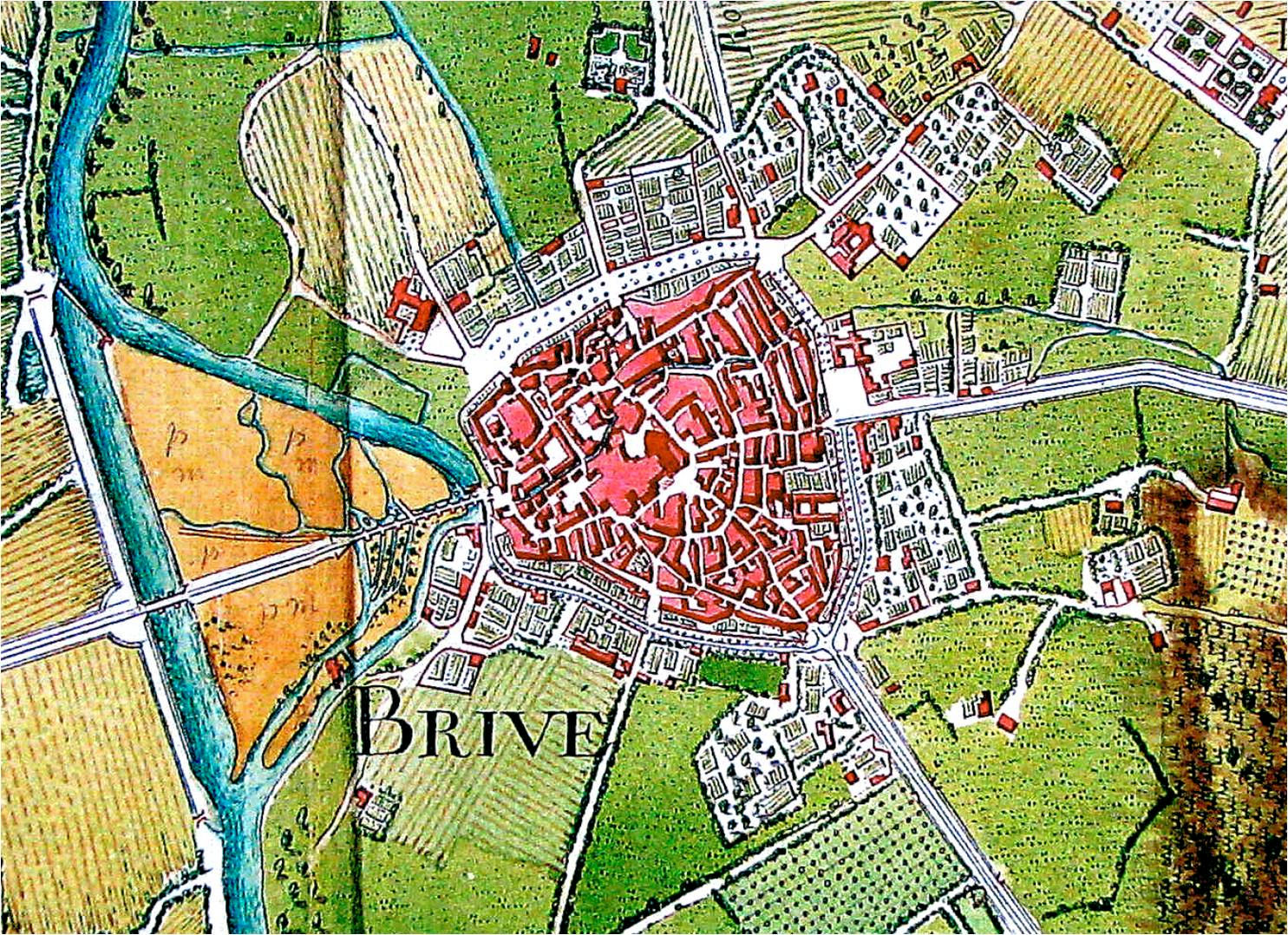
18世纪的布里夫拉盖亚尔德地图

## 历史
公元407年，利摩日的吕里斯在科雷兹河畔修建了一处祷告院，后逐渐成为一个集镇，归属于奥斯特拉西亚。中世纪中期，该地处于蒂雷讷和利摩日两个封建子爵领土的交汇地带，成为了争夺的焦点。为缓解两个贵族之间的矛盾，该地靠近科雷兹河的地方被划为“布里夫”，而其南侧则新建立了“加亚尔德城堡”。英法百年战争期间，布里夫曾被划归英格兰，1377年，路易一世强行夺回了布里夫，并将布里夫与加亚尔德合并为一座城市，成为了“布里夫拉盖亚尔德”。18世纪时，纪尧姆·杜布瓦的长兄约瑟夫·杜布瓦（Joseph Dubois）担任布里夫拉盖亚尔德市长，后成为国立桥路学校的校长，其间，他主持修建了横跨科雷兹河的新桥，并对布里夫拉盖亚尔德市区内的多条街道和建筑物进行了翻新。工业革命时期，多条铁路线陆续建成并在布里夫拉盖亚尔德交汇，使其成为了法国南部重要的铁路枢纽。第二次世界大战期间，布里夫拉盖亚尔德成为利穆赞抵抗者运动的主要活动中心之一。20世纪70年代，途径布里夫拉盖亚尔德的卡比托勒号列车成为了当时法国商业运行速度最快的列车，巴黎与布里夫拉盖亚尔德之间最短的旅行时间在4小时以内，后因高铁开通而停运。

## 地理

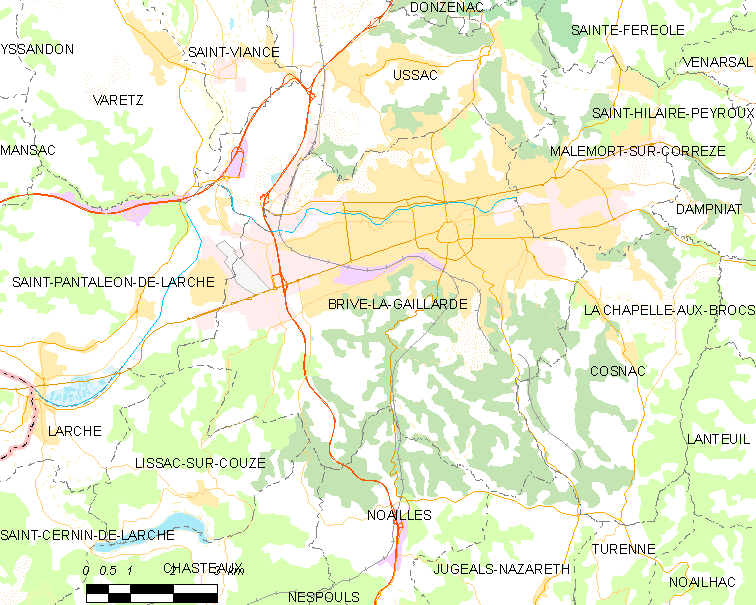
布里夫拉盖亚尔德市镇范围地图

布里夫拉盖亚尔德位于法国南部偏西，新阿基坦大区的东部偏北和科雷兹省的西部，距离省会蒂勒28公里，距离大区首府波尔多约200公里。与布里夫拉盖亚尔德接壤的市镇包括：沙斯托、科纳克、瑞雅勒-拿撒勒、库兹河畔利萨克、诺阿耶、圣庞塔莱翁-德拉尔什、于萨克、马勒莫尔。

### 地形
布里夫拉盖亚尔德位于法国中央高原与佩里戈尔丘陵之间的过渡地带，市区沿科雷兹河呈东西走向，内部地势平坦，南北两侧则为坡地，全境海拔在102至315米之间。

### 地质

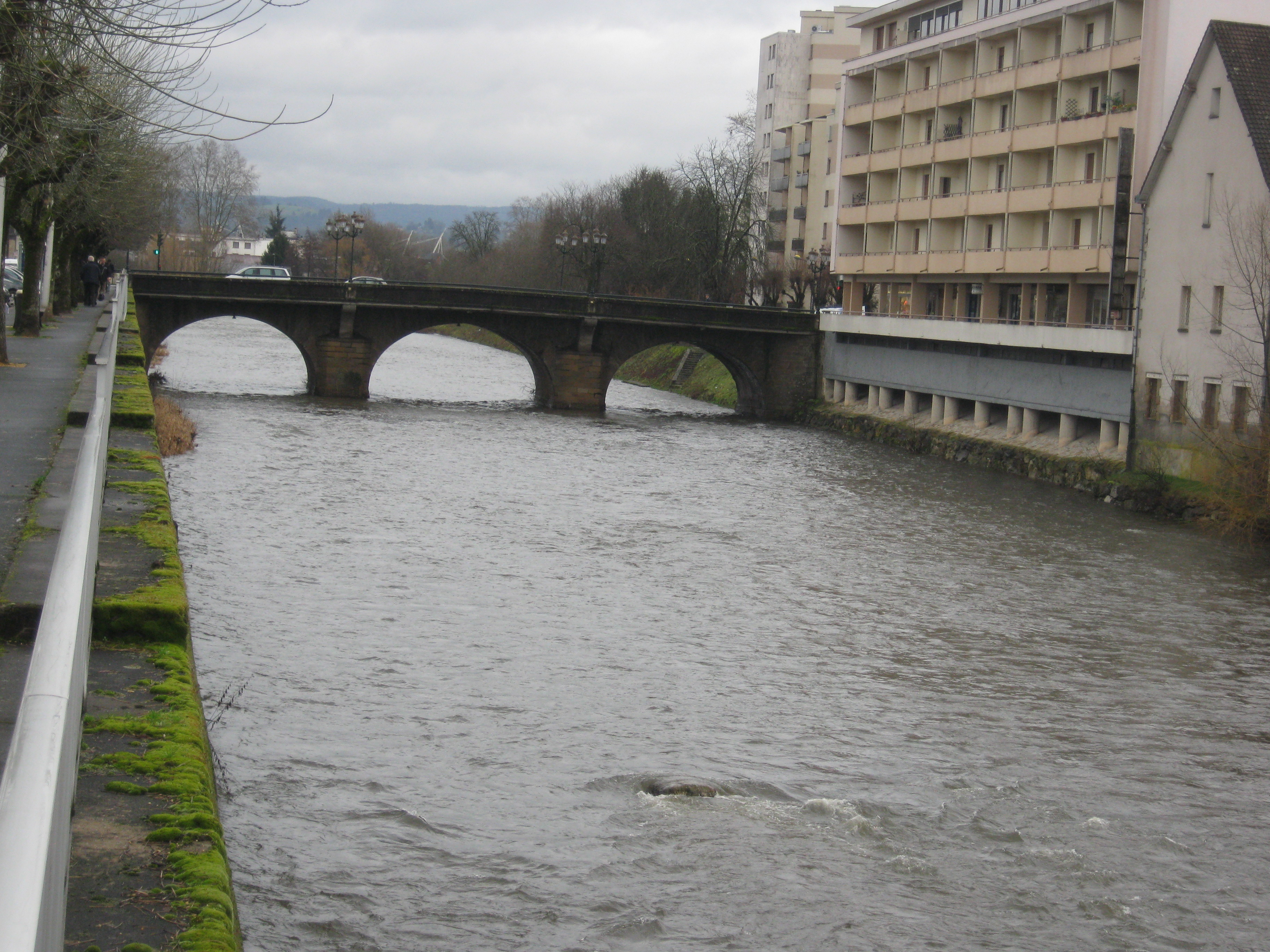
流经布里夫拉盖亚尔德市区的科雷兹河

布里夫拉盖亚尔德附近地表多被现代河流沉积物覆盖。

### 水文
科雷兹河自东向西流经布里夫拉盖亚尔德市区，其市区段平均宽度约50米，该河属于法国五大水系当中的加龙河水系。

### 植被
布里夫拉盖亚尔德属于温带落叶林，市区内的绿地公园主要分布在坡地地区及市中心的拉吉耶勒公园（La Guierle）和祈祷公园（parc du Prieur）内。
在鲜花城市的评比中，布里夫拉盖亚尔德被评为3星级鲜花城市。

### 气候
布里夫拉盖亚尔德在柯本气候分类法中属于温带海洋性气候，年温差较小，降水分布均匀，偶有极端气候出现。
布里夫拉盖亚尔德市区西部设有气象站，以下为该气象站的数据：
| 布里夫拉盖亚尔德 1981–2010年 | 布里夫拉盖亚尔德 1981–2010年 | 布里夫拉盖亚尔德 1981–2010年 | 布里夫拉盖亚尔德 1981–2010年 | 布里夫拉盖亚尔德 1981–2010年 | 布里夫拉盖亚尔德 1981–2010年 | 布里夫拉盖亚尔德 1981–2010年 | 布里夫拉盖亚尔德 1981–2010年 | 布里夫拉盖亚尔德 1981–2010年 | 布里夫拉盖亚尔德 1981–2010年 | 布里夫拉盖亚尔德 1981–2010年 | 布里夫拉盖亚尔德 1981–2010年 | 布里夫拉盖亚尔德 1981–2010年 | 布里夫拉盖亚尔德 1981–2010年 |
| 月份                         | 1月                          | 2月                          | 3月                          | 4月                          | 5月                          | 6月                          | 7月                          | 8月                          | 9月                          | 10月                         | 11月                         | 12月                         | 全年                         |
| ---------------------------- | ---------------------------- | ---------------------------- | ---------------------------- | ---------------------------- | ---------------------------- | ---------------------------- | ---------------------------- | ---------------------------- | ---------------------------- | ---------------------------- | ---------------------------- | ---------------------------- | ---------------------------- |
| 历史最高温 °C（°F）          | 18.8 (65.8)                  | 25 (77)                      | 26.7 (80.1)                  | 30 (86)                      | 32.9 (91.2)                  | 39.6 (103.3)                 | 42.1 (107.8)                 | 40.7 (105.3)                 | 37 (99)                      | 30.9 (87.6)                  | 25.6 (78.1)                  | 19.3 (66.7)                  | 42.1 (107.8)                 |
| 平均高温 °C（°F）            | 9.7 (49.5)                   | 11.6 (52.9)                  | 15.2 (59.4)                  | 17.4 (63.3)                  | 22.1 (71.8)                  | 25.3 (77.5)                  | 27.4 (81.3)                  | 27.5 (81.5)                  | 23.5 (74.3)                  | 19.1 (66.4)                  | 12.8 (55.0)                  | 9.8 (49.6)                   | 18.5 (65.3)                  |
| 日均气温 °C（°F）            | 5.3 (41.5)                   | 6.2 (43.2)                   | 9.1 (48.4)                   | 11.3 (52.3)                  | 15.6 (60.1)                  | 18.7 (65.7)                  | 20.7 (69.3)                  | 20.7 (69.3)                  | 16.9 (62.4)                  | 13.7 (56.7)                  | 8.3 (46.9)                   | 5.5 (41.9)                   | 12.7 (54.9)                  |
| 平均低温 °C（°F）            | 0.9 (33.6)                   | 0.8 (33.4)                   | 2.9 (37.2)                   | 5.3 (41.5)                   | 9.1 (48.4)                   | 12.1 (53.8)                  | 14 (57)                      | 13.8 (56.8)                  | 10.3 (50.5)                  | 8.2 (46.8)                   | 3.8 (38.8)                   | 1.2 (34.2)                   | 6.9 (44.4)                   |
| 历史最低温 °C（°F）          | −11.8 (10.8)                 | −16.4 (2.5)                  | −12.6 (9.3)                  | −5.4 (22.3)                  | −1.7 (28.9)                  | 2.1 (35.8)                   | 5.2 (41.4)                   | −1.6 (29.1)                  | 0.6 (33.1)                   | −5.6 (21.9)                  | −10.2 (13.6)                 | −13.4 (7.9)                  | −16.4 (2.5)                  |
| 平均降水量 mm（）            | 69.9 (2.75)                  | 61.3 (2.41)                  | 63.3 (2.49)                  | 92.3 (3.63)                  | 86.9 (3.42)                  | 76.6 (3.02)                  | 69 (2.7)                     | 71.1 (2.80)                  | 80.1 (3.15)                  | 86.8 (3.42)                  | 85 (3.3)                     | 72.1 (2.84)                  | 914.4 (36.00)                |
| 月均日照時數                 | 91.1                         | 113.3                        | 169.6                        | 177.5                        | 215.1                        | 241.1                        | 256.3                        | 241.3                        | 200.3                        | 137.4                        | 85.2                         | 79.5                         | 2,007.7                      |
| 来源：Infoclimat             |                              |                              |                              |                              |                              |                              |                              |                              |                              |                              |                              |                              |                              |

## 行政区划
布里夫拉盖亚尔德是法国新阿基坦大区科雷兹省的一个市镇，编号为19031，它也是科雷兹省的一个副省会。布里夫拉盖亚尔德下辖布里夫拉盖亚尔德区，隶属于科雷兹省第二选区，管理布里夫拉盖亚尔德第一县、第二县、第三县和第四县，同时也是布里夫地区城市圈公共社区的办公驻地。
法国国家统计与经济研究所（简称）在进行数据统计时，将布里夫拉盖亚尔德及相邻的另外11个市镇设为布里夫拉盖亚尔德城市核心区，并将包括核心区在内的周边共44个市镇划为布里夫拉盖亚尔德城市区。自2020年起，布里夫拉盖亚尔德城市区被包含80个市镇的布里夫拉盖亚尔德城市辐射区代替。此外，还将布里夫拉盖亚尔德市镇分为了23个“块区”（IRIS），以便于统计人口分布情况。

## 交通

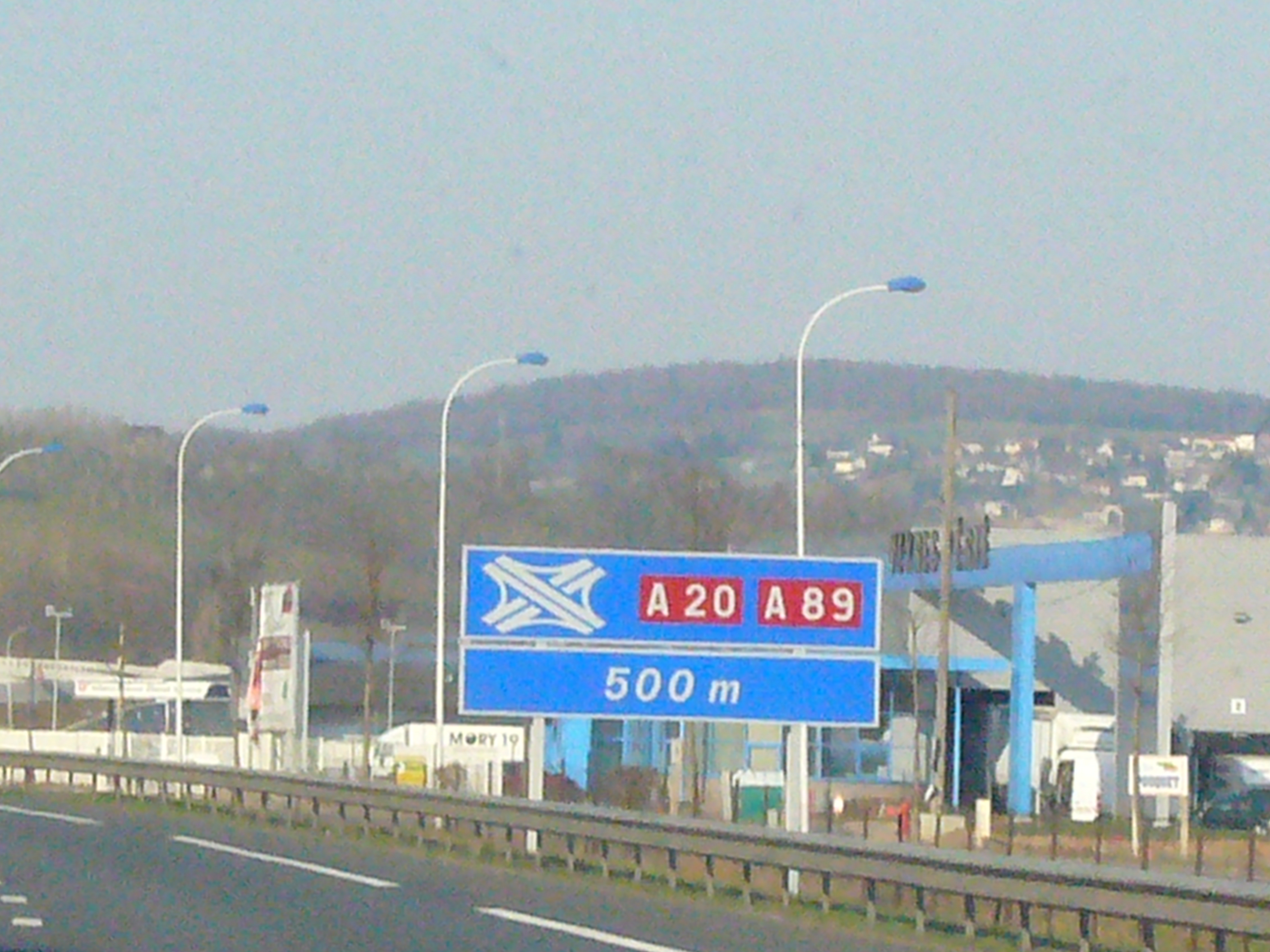
A20与A89高速公路交汇处路牌

### 公路
法国国家A20和A89两条高速公路在布里夫拉盖亚尔德市区附近交汇，并设有出入口可连接布里夫拉盖亚尔德市区，另有十余条科雷兹省省道在布里夫拉盖亚尔德交汇。
科雷兹省城际客运开行由布里夫拉盖亚尔德前往周边主要市镇的常规或学生巴士线路。一些国际性的长途客运公司则开行前往巴黎、图卢兹、南特、里昂、克莱蒙费朗、波尔多等地的大巴车线路。
2017年，66.7%的布里夫拉盖亚尔德家庭拥有至少一辆私人汽车。2019年，布里夫拉盖亚尔德境内共发生各类交通事故95起，造成1人遇难，108人受伤。

### 铁路
布里夫拉盖亚尔德位于奥尔良－蒙托邦铁路上，该铁路是法国南北干线POLT的组成部分，此外还有内克松－布里夫、库特拉－蒂勒和布里夫－图卢兹（经卡普德纳克）三条铁路在此交汇。布里夫拉盖亚尔德火车站位于市中心，该站每天开行前往巴黎、沙托鲁、奥尔良、图卢兹方向的城际列车，以及前往利摩日、于塞勒、波尔多、奥布雅、罗德兹、欧里亚克等地的区域列车。2017年，布里夫拉盖亚尔德站累计发送旅客数量达74.8万人次。2010年至2016年5月间，布里夫拉盖亚尔德还开行过一班直达里尔的TGV列车，后因上座率不佳而停运。

### 航空

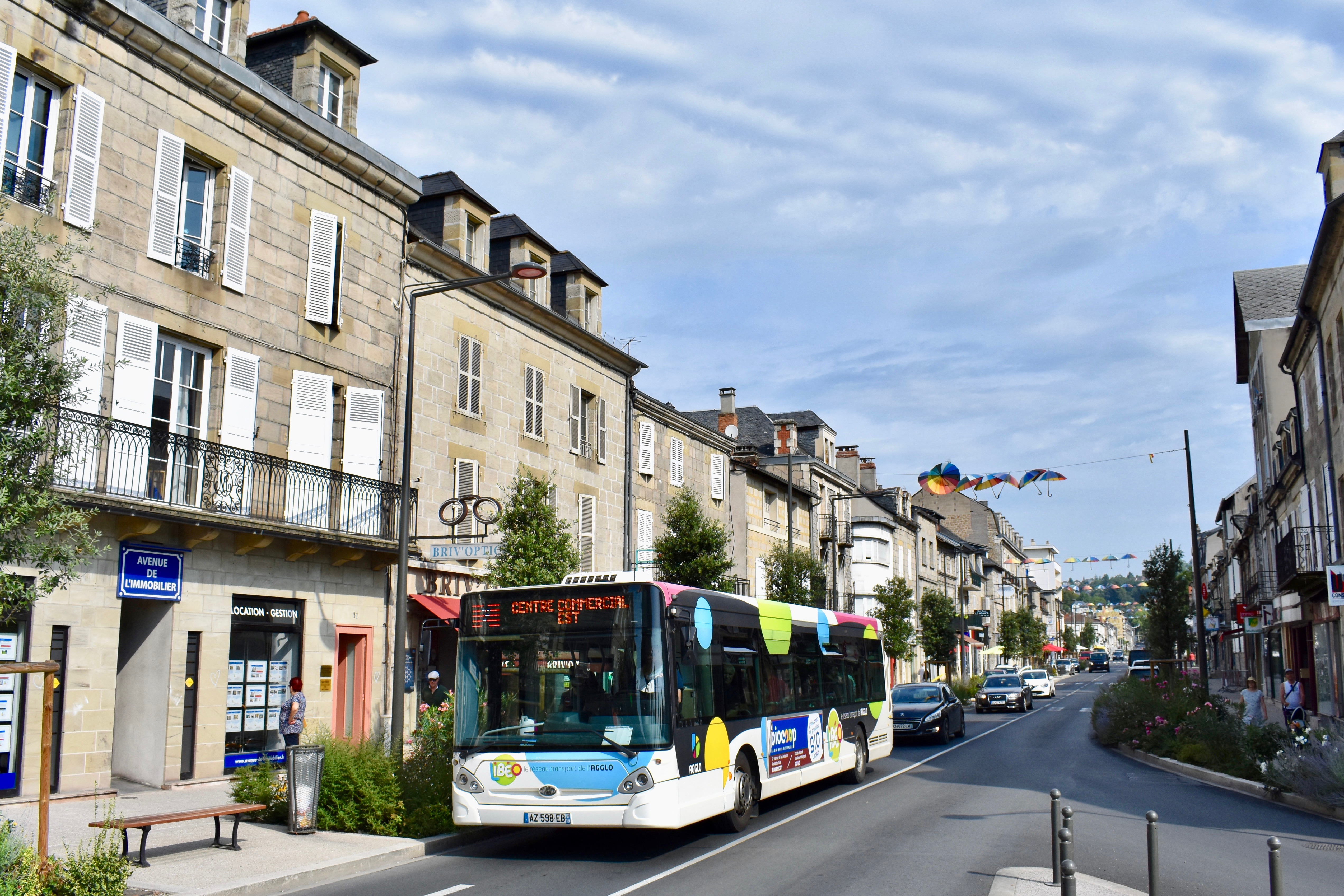
布里夫拉盖亚尔德街头的一辆公共汽车

布里夫-苏亚克机场位于布里夫拉盖亚尔德市区以南大约20公里的内普勒境内，于2010年通航。2019年，该机场开行前往巴黎、伦敦、阿雅克肖和波尔图四个城市的直航常规航线。

### 城市公共交通
布里夫拉盖亚尔德城市公共交通（商业名称为）成立于2010年，现由法国交通发展集团运营，开行10条常规公交线路和1条市区摆渡车线路，覆盖了市区内的大部分街区。

## 政治

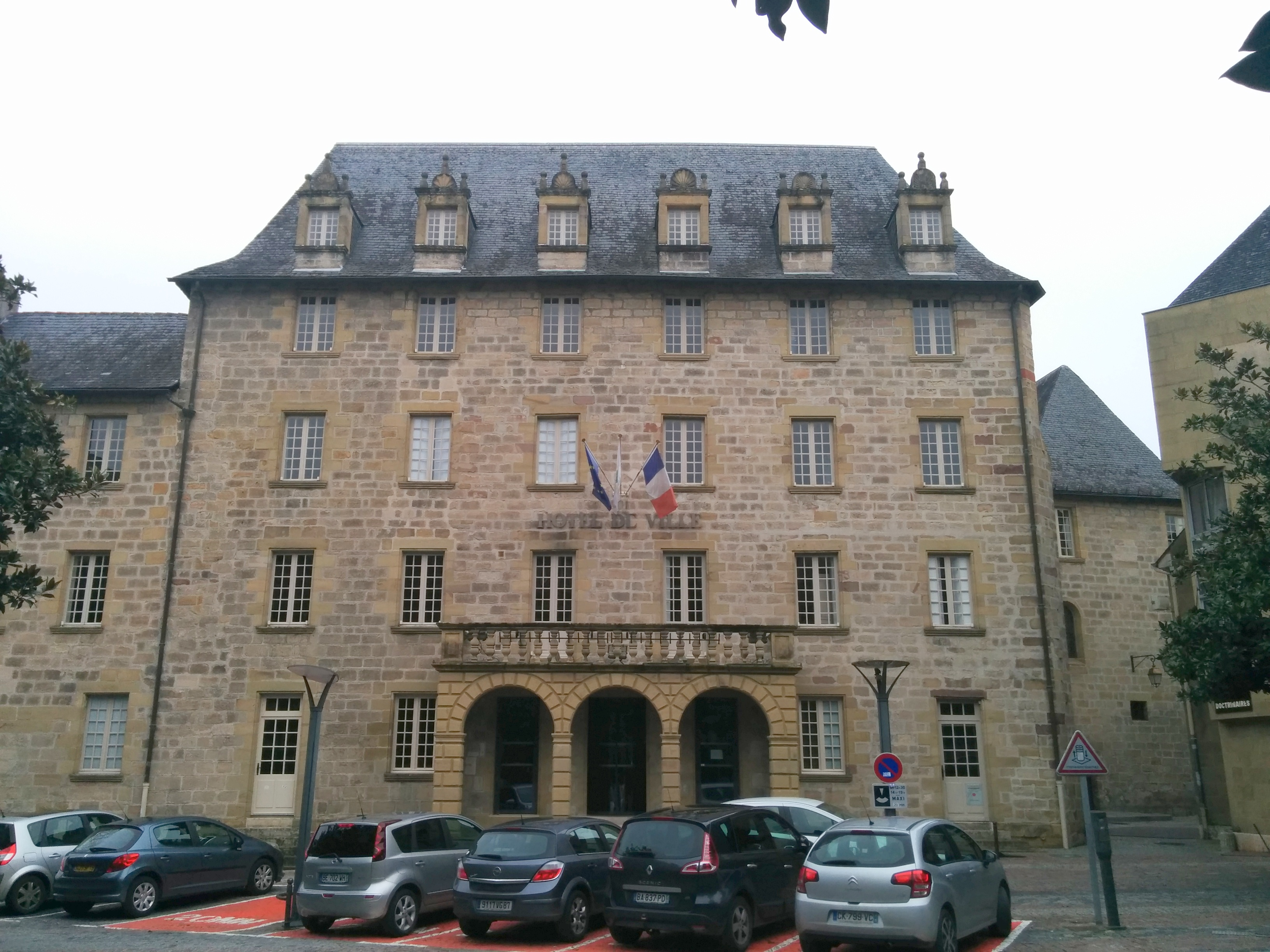
布里夫拉盖亚尔德市政厅

现任布里夫拉盖亚尔德市长弗雷德里克·苏利耶先生，他是共和党的一名成员，自2016年起担任市长职务，在2020年的市政选举中获得60.44%的支持率。
| 布里夫拉盖亚尔德历届市长 |                   |                                        |
| 任期                     | 市长              | 党派                                   |
| 1944年－1946年           | 让·拉布吕尼       | SFIO工人国际法国支部                   |
| 1946年－1947年           | 莫里斯·鲁埃尔     | PCF法国共产党                          |
| 1947年－1961年           | 亨利·沙佩勒       | RAD激进党                              |
| 1961年－1965年           | 罗歇·库巴泰尔     | RAD激进党                              |
| 1965年－1966年           | 让·拉布吕尼       | SFIO工人国际法国支部                   |
| 1966年－1995年           | 让·沙博内尔       | UNR新共和国联盟 →ARGOS新戴高乐主义运动 |
| 1995年－2008年           | 贝尔纳·米拉       | RPR保衛共和聯盟 →UMP人民运动联盟       |
| 2008年－2014年           | 菲利普·诺什       | PS社会党                               |
| 2014年－                 | 弗雷德里克·苏利耶 | UMP人民运动联盟 →LR共和黨              |

在2017年法国大选的第一次和第二次选举中，法国现任总统马克龙在布里夫拉盖亚尔德分别获得28.63%和73.72%的支持率，均居所有候选人首位。

## 人口
2018年，布里夫拉盖亚尔德市镇人口数量为46,630，在法国排名第142位。其中男性21,875人，女性25,041人，75岁及以上人口占12.6%，外籍人口数量为11,367人，人口密度为960人/平方公里，当地居民被称为。2019年，布里夫拉盖亚尔德境内出生458人，死亡人口599人。
当地居民被称为。
| 年份   | 1936   | 1946   | 1954   | 1962   | 1968   | 1975   | 1982   | 1990   | 1999   | 2006   | 2011   | 2016   | 2018   |
| ------ | ------ | ------ | ------ | ------ | ------ | ------ | ------ | ------ | ------ | ------ | ------ | ------ | ------ |
| 人口數 | 29,074 | 33,501 | 36,088 | 40,175 | 46,561 | 51,828 | 51,511 | 49,765 | 49,141 | 50,009 | 48,267 | 47,004 | 46,630 |

## 经济

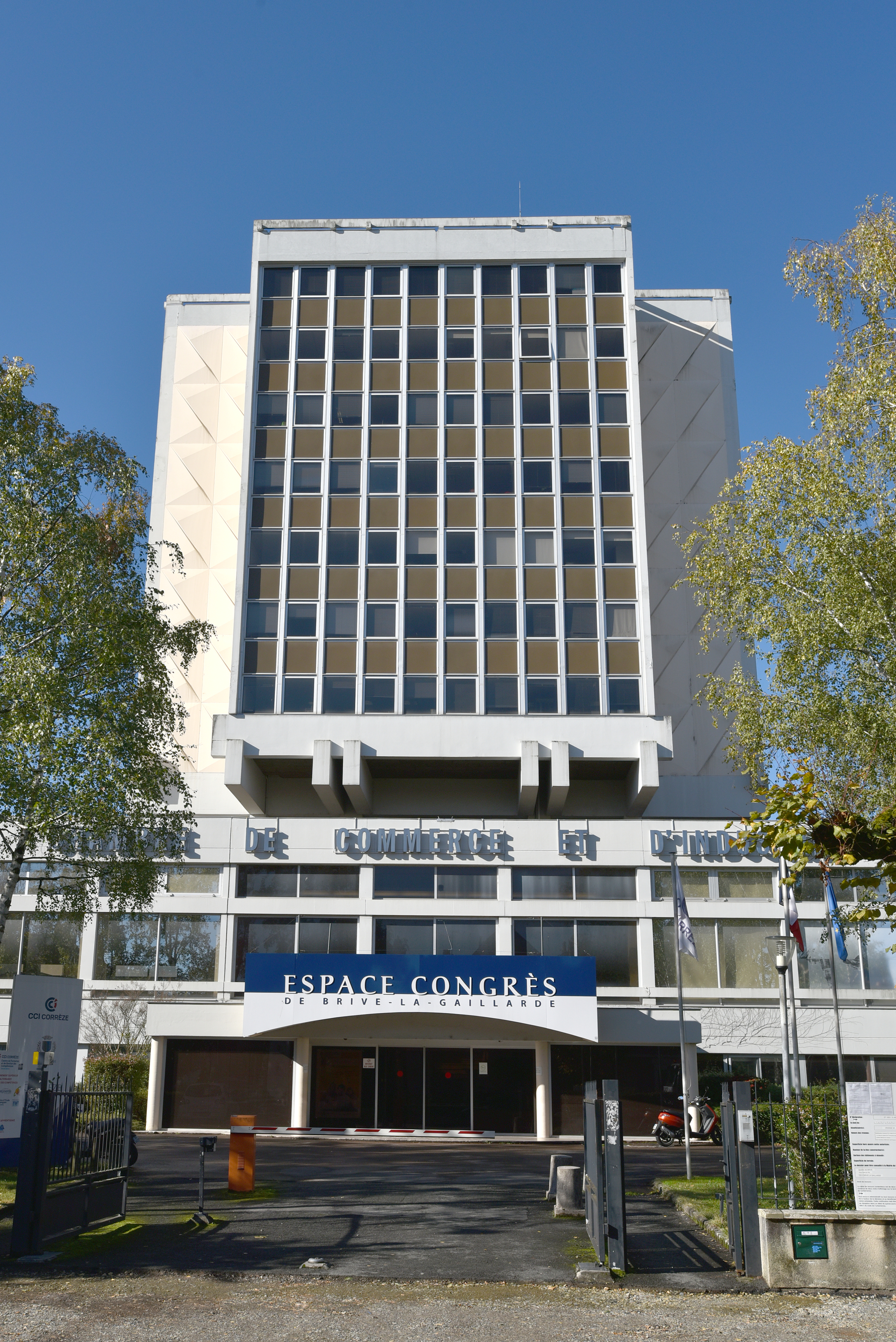
布里夫拉盖亚尔德会议中心

布里夫拉盖亚尔德是一个重要的区域性中心城市，当地共有各类用人单位7,707家，平均历史为17年，其中98.21%为中小型企业（PME），行政、医疗及社会服务是当地的主要就业岗位类型。（汽车销售）、（包装生产）及（预制板生产）是当地2019年营业额最高的三个企业，分别为100,379,000欧元、82,755,485欧元和82,246,051欧元。

## 财政收入
2019年，布里夫拉盖亚尔德的财政收入总额为80,020,300欧元，财政支出总额为72,613,400欧元，当年的债务总额为95,360,600欧元。2020年，布里夫拉盖亚尔德共获得6,500,665欧元的国家财政补助，比上一年减少了0.02%。
2017年，布里夫拉盖亚尔德的人均月收入总额为2,017欧元，其中高级职员为3,631欧元，低于法国平均水平（4,214欧元）；中级职员为2,252欧元，低于法国平均水平（2,353欧元）；普通职员为1,577欧元，亦低于法国平均水平（1,690欧元）。
2017年，布里夫拉盖亚尔德境内的青壮年（15至64岁）失业率为15.9%，当地49.1%的家庭拥有纳税资格，平均纳税3,040欧元，低于法国平均水平（3,888欧元）。

## 社会事务

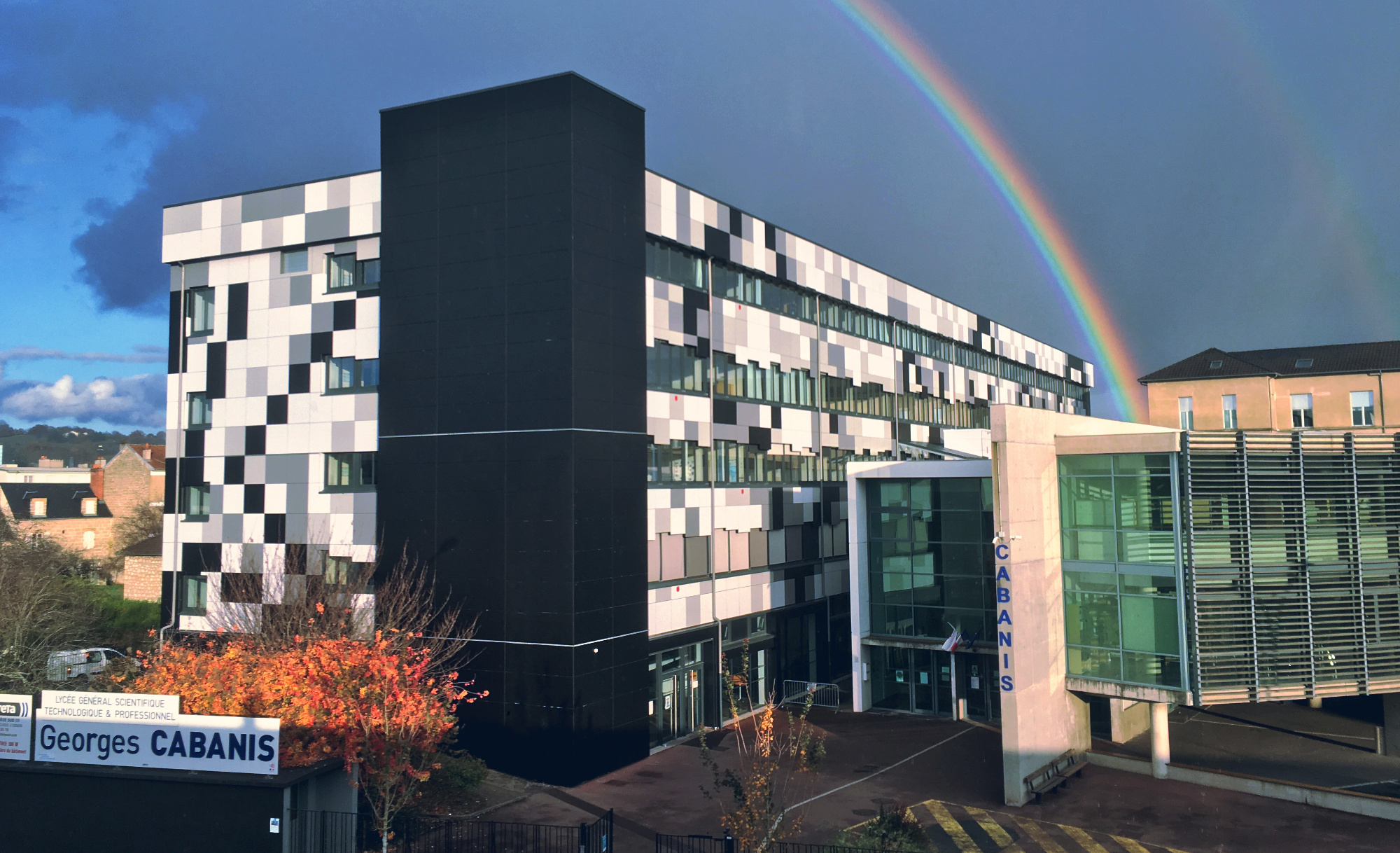
卡巴尼斯高级中学

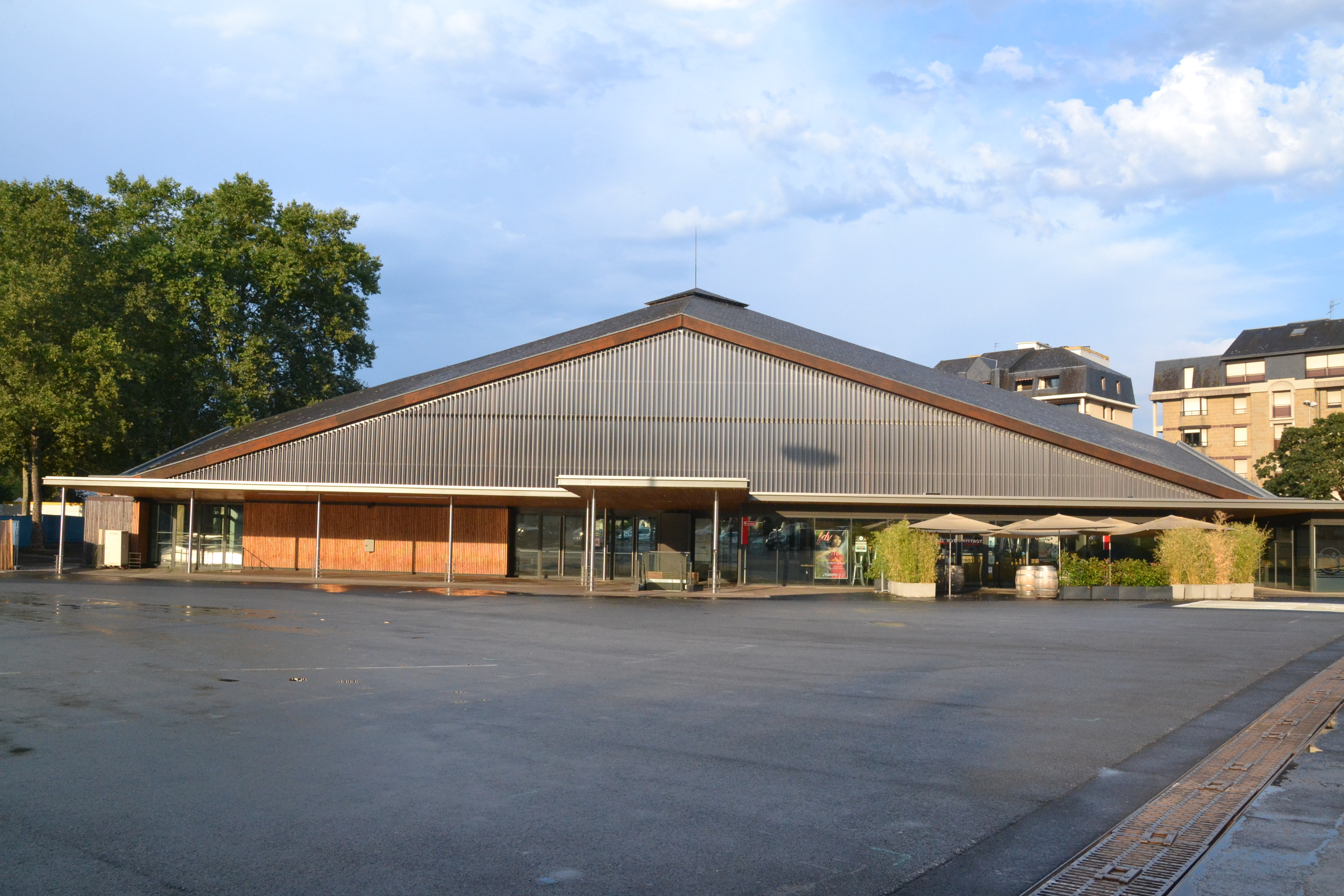
书市大堂

### 科研教育
布里夫拉盖亚尔德属于利摩日学区。截止2018年底，布里夫拉盖亚尔德境内共有13所幼儿园、17所小学、8所初级中学、5所普通高中和4所职业高中。2018－2019年学年度，布里夫拉盖亚尔德境内中等阶段在校学生总人数为6,999人。
利摩日大学是法国的一所公立大学，其下属的体育运动科学、法律及部分商科专业在布里夫拉盖亚尔德授课。利穆赞应用科技学院（IUT de Limousin）亦在布里夫拉盖亚尔德设有校区。

### 医疗
截止2019年1月1日，布里夫拉盖亚尔德境内共有全科医生61名、保健师63名、牙医39名、护士134名、耳科医生5名、眼科医生5名、皮肤科医生3名、助产士7名、儿科医生2名和妇科医生7名。境内共有药房24家、养老院7家、残疾人帮扶中心1家。
布里夫拉盖亚尔德中心医院（Centre Hospitalier de Brive-la-Gaillarde）是法国的一个区域性医疗机构，其主病区布里夫中心医院位于布里夫拉盖亚尔德市区北部，设有床位543个，是当地规模最大的公立综合性医院。此外，布里夫拉盖亚尔德境内还有2家私人诊所。

### 住房
2017年，布里夫拉盖亚尔德境内共有各类住房28,485套，其中47.9%为独立式居民区，分布于市区中东部；51.8%为集中式居民区，主要分布于市区西部。常住房屋占布里夫拉盖亚尔德市镇范围内居民建筑总量的84.1%。
在住房保障政策方面，2017年，布里夫拉盖亚尔德境内共有6,559户家庭获得了住房经济补助，受益人数占总人口数量的14%，其中6,286份为房租补助。

### 商业
2019年，布里夫拉盖亚尔德境内共有各类实体商铺1,570家，其中餐厅231家、大型超市23家、杂货店24家、面包房43家、肉铺36家、书店29家、装饰品店10家、银行门店40家、美容美发店103家、汽车维修店75家，个体性的商铺主要位于布里夫拉盖亚尔德市中心，而布里夫拉盖亚尔德市区西部则有大型商场分布，并有公共汽车连接市区。

### 体育

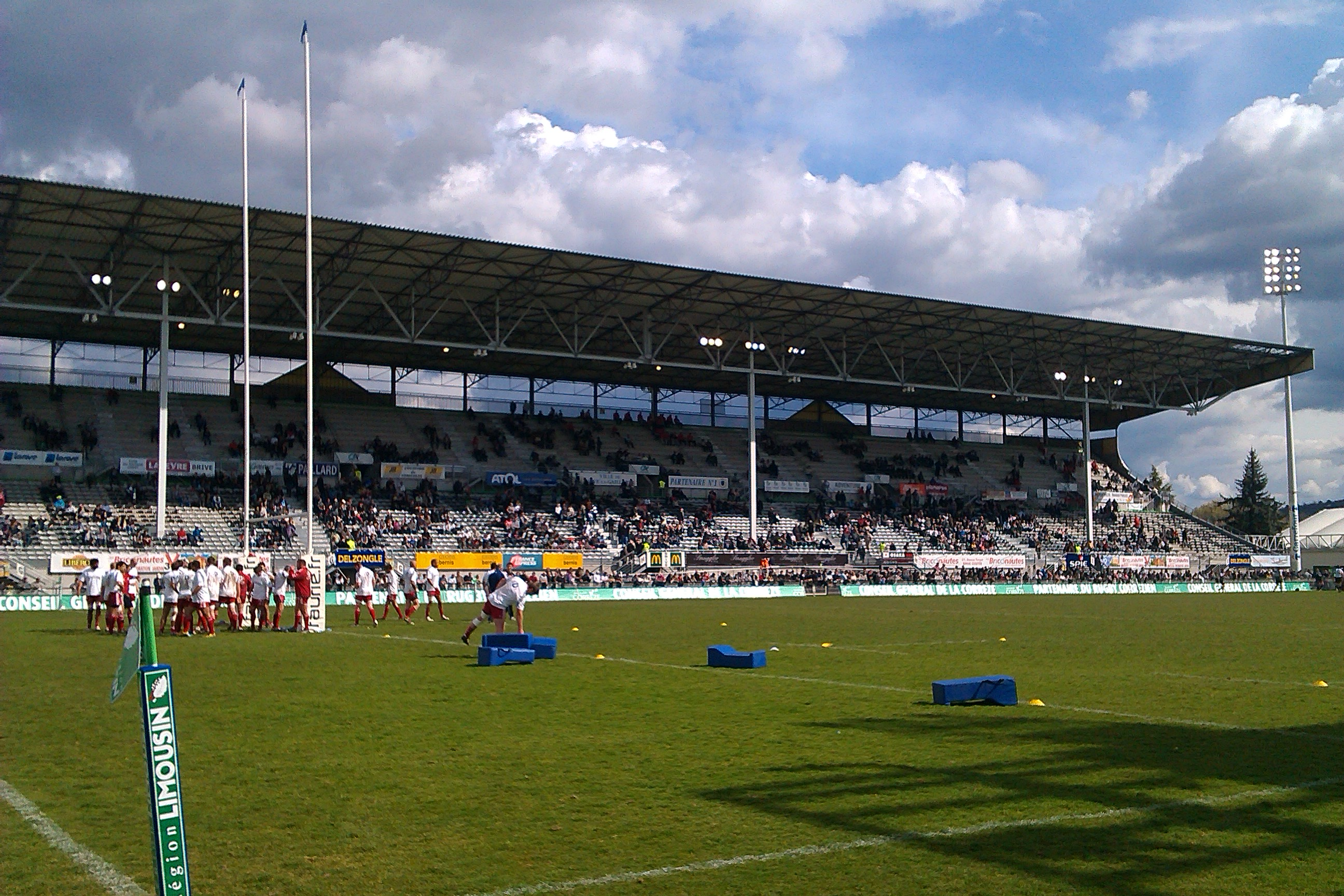
布里夫橄榄球俱乐部的主场

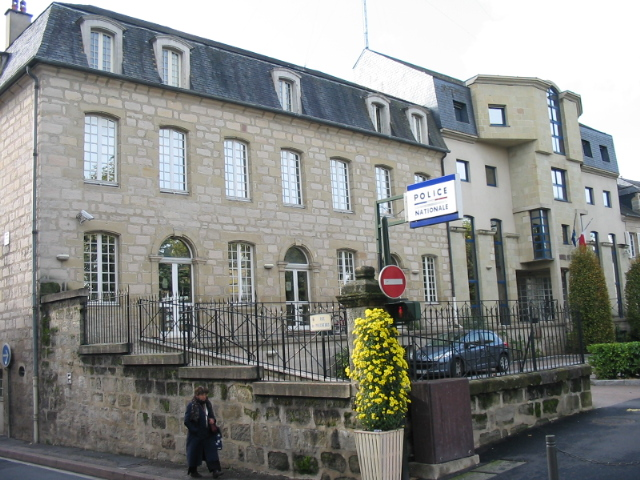
布里夫拉盖亚尔德派出所

2019年，布里夫拉盖亚尔德境内共有2家游泳池、12间体育馆、2座综合体育场、24处网球场、3处马术场、11处足球或橄榄球场、9处篮球或排球场以及1处高尔夫球场。
布里夫科雷兹利穆赞体育俱乐部是当地的一支橄榄球俱乐部，2019至2020赛季参加法国橄榄球冠军联赛。
在足球方面，截至2021年4月，布里夫拉盖亚尔德境内共有8支注册足球俱乐部，其中布里夫艾格隆体育之星成立于1920年，2020至2021赛季参加新阿基坦大区足球联赛。

### 环境
布里夫拉盖亚尔德境内的环境和可持续发展事务由布里夫地区城市圈公共社区负责。2015年，布里夫拉盖亚尔德市区内共有6家污染企业，当年的二氧化氮浓度平均值为16 µg/m³，臭氧浓度平均值为46µg/m³，颗粒物平均值为19µg/m³，均低于法国平均水平。

### 治安
布里夫拉盖亚尔德市区内共有一个派出所和一个国家宪兵队。
2014年，布里夫拉盖亚尔德及其附近地区共发生各类案件3,025起，其中盗窃类案件1,820起，经济类案件399起，人身侵害案件601起，毒品交易和运输案件100起。

## 文化
2019年，布里夫拉盖亚尔德境内共有1家剧场、2家电影院、1家博物馆和1家音乐厅。布里夫拉盖亚尔德市政府提供多媒体中心，向公众全年开放。

### 建筑
布里夫拉盖亚尔德市区内共有20处国家级文物，其中布里夫拉盖亚尔德圣马丁教堂是法国第二批国家文物保护单位，也是布里夫拉盖亚尔德的标志性建筑之一；埃舍万塔楼则建于法国文艺复兴时期，位于布里夫拉盖亚尔德老城区的几何中心。

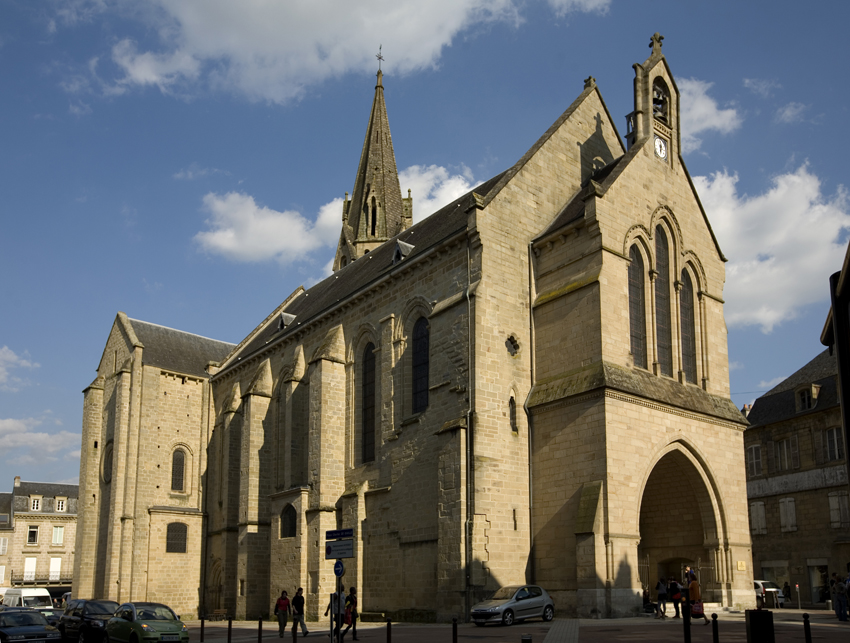
圣马丁大教堂
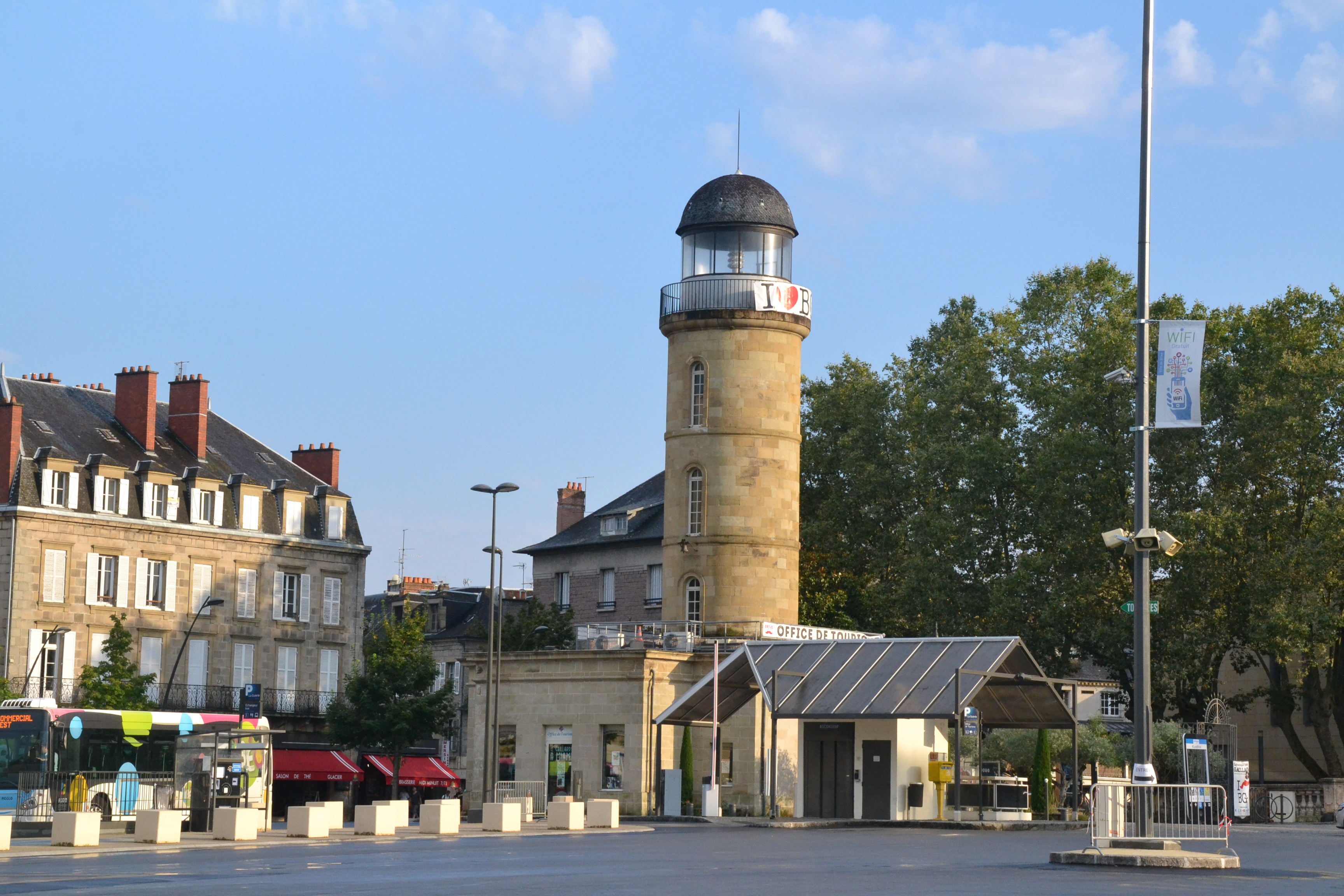
布里夫水塔
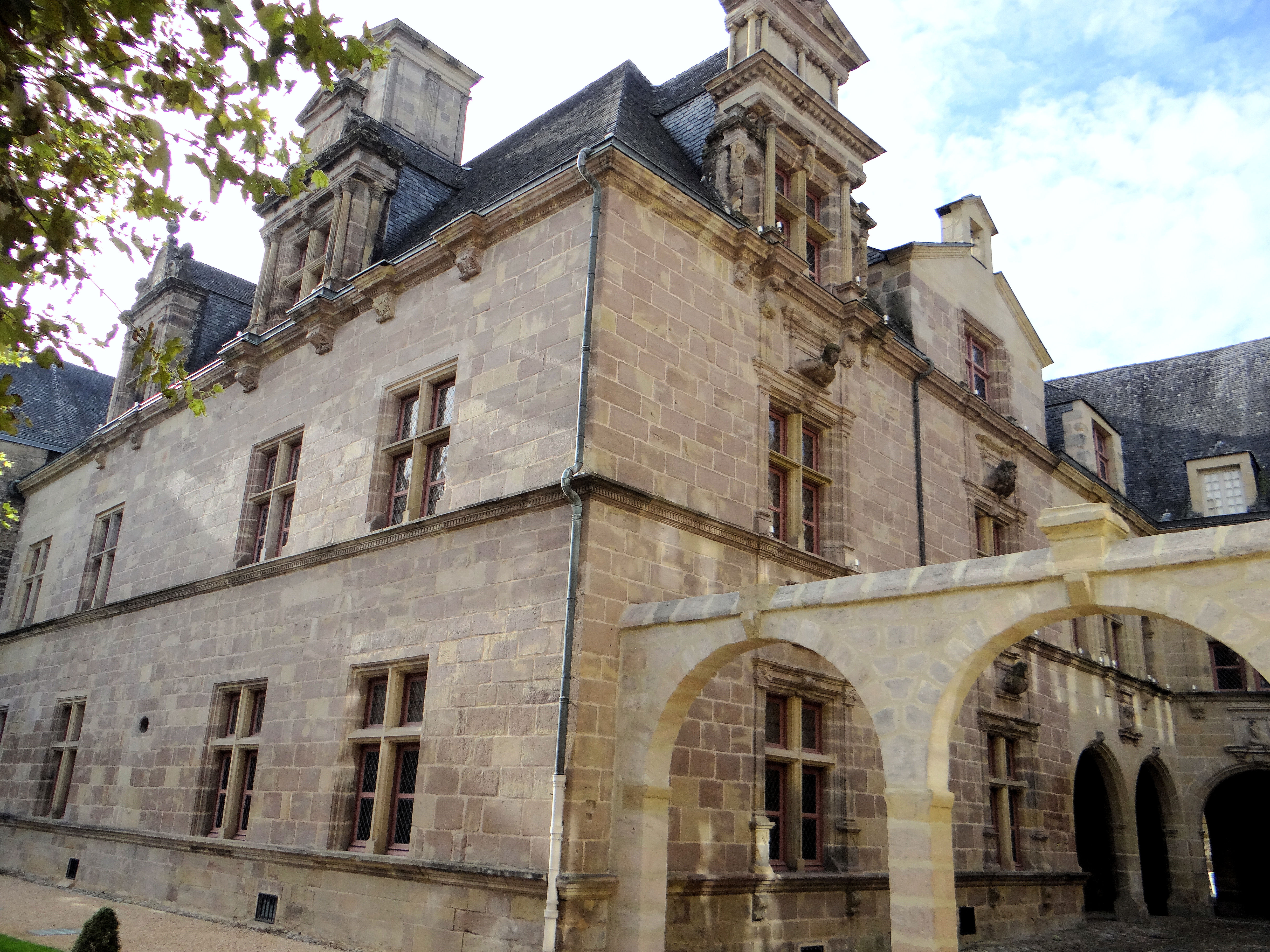
拉邦什博物馆（法语：Musée Labenche）
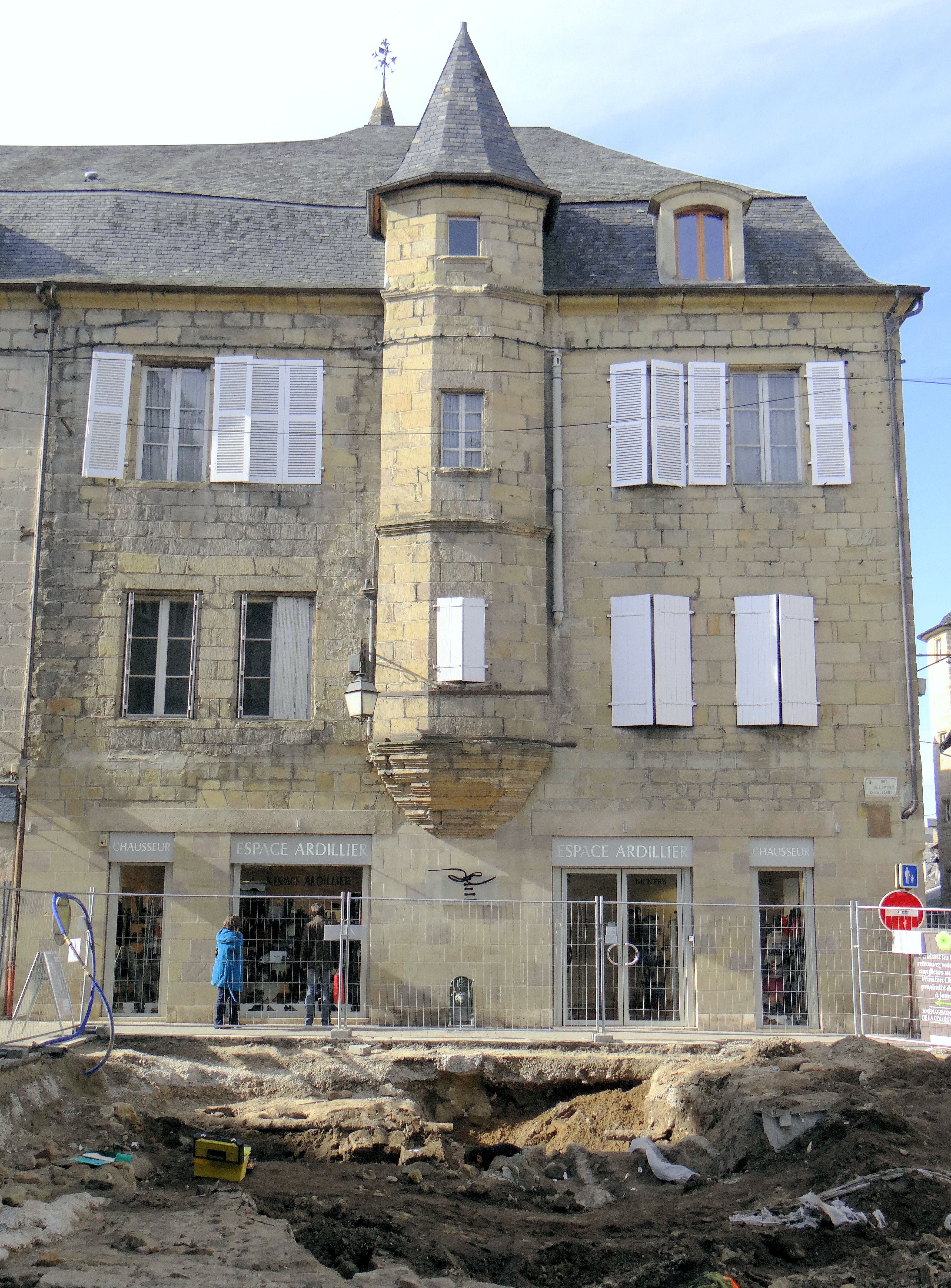
埃舍万塔楼
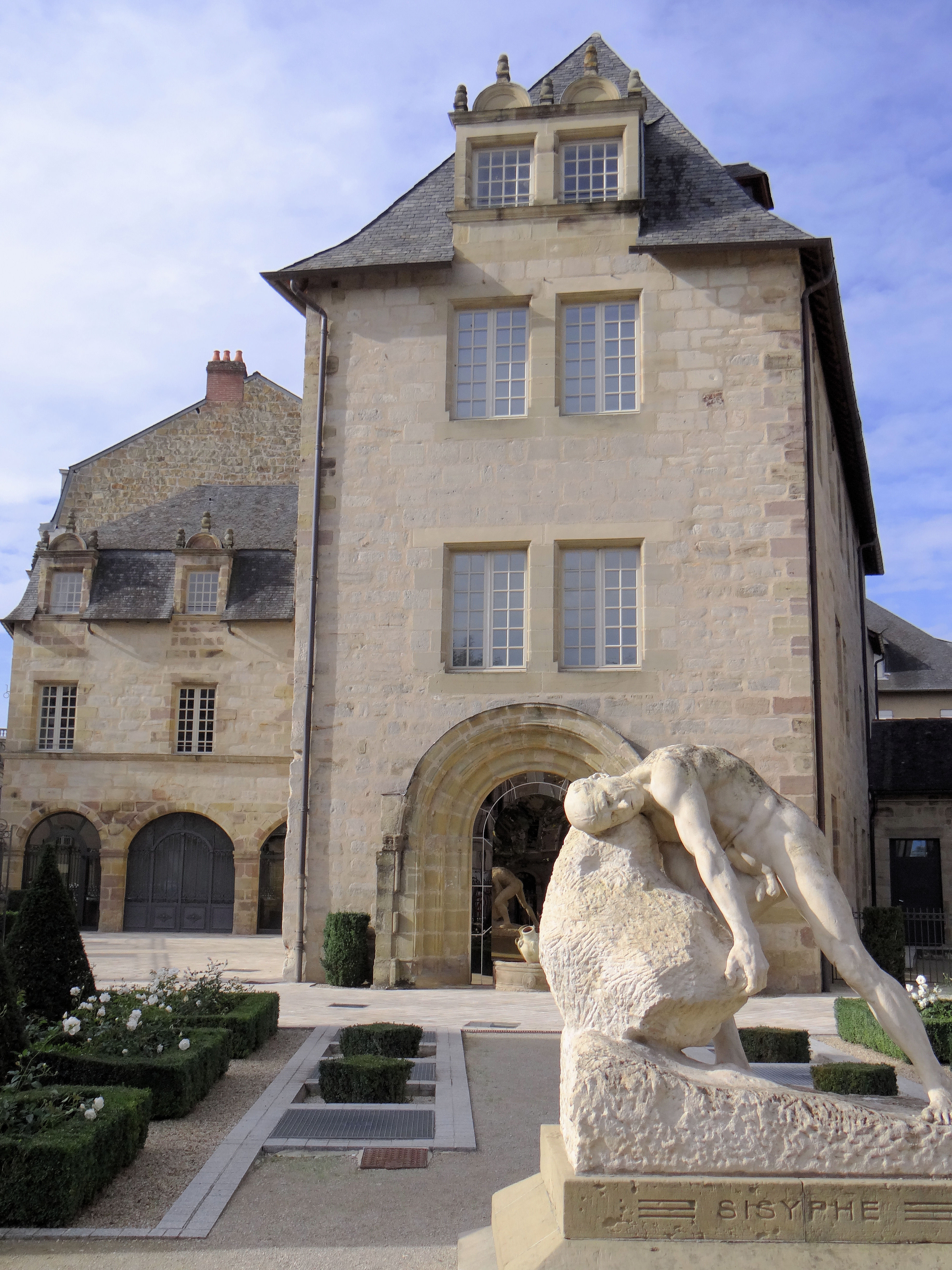
卡韦尼亚克大楼
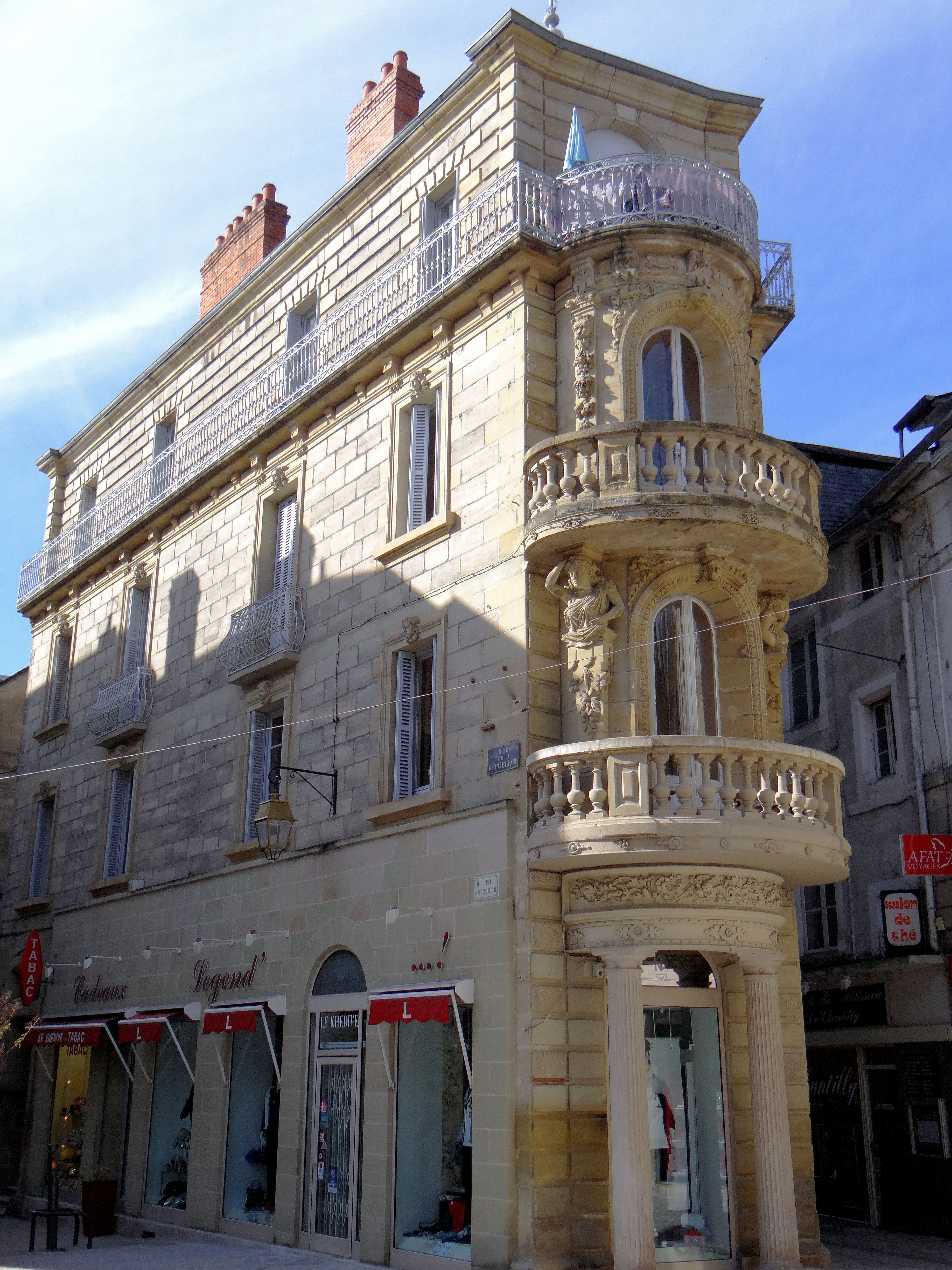
雷诺迪大楼

### 旅游
布里夫拉盖亚尔德是一个区域性的旅游城市，其市区景点以历史古迹为主。
2020年，布里夫拉盖亚尔德设有1处旅游接待中心（Office de Tourisme）和22家宾馆共计820间房间。

### 媒体
法国本土主要的国家性电视台和广播电台在布里夫拉盖亚尔德均可接收，其中法国电视三台下属的新阿基坦大区频道在部分时段播放地区新闻。

## 相关人物
法国枢机纪尧姆·杜布瓦、政治人物纪尧姆·布律纳、海军上将让-巴蒂斯德·格里韦尔、昆虫学家皮埃尔-安德烈·拉特雷耶和足球运动员阿蘭·羅奇出生于布里夫拉盖亚尔德。

## 对外交流
截止2019年8月，布里夫拉盖亚尔德共与8座城市互为友好城市。
| - 德国 佩格尼茨河畔劳夫 - 加拿大 若列特 - 锡卡索 - 葡萄牙 吉马朗伊斯 | - 乌克兰 梅利托波尔 - 英国 邓斯特布尔 - 西班牙 阿罗堡 - 喀麦隆 杜阿拉三区 |